# 近亲走蛛
近亲走蛛（学名：Thalassius affinis）为盗蛛科走蛛属的动物。在中国大陆，分布于浙江、贵州等地。该物种的模式产地在浙江。